# 庆丰站 (吉林)
庆丰站是位于吉林省松原市长岭县三十号乡的一个铁路车站，邮政编码131507。车站建于1966年，有通让铁路经过该站，现办理客货运业务，车站及其上下行区间均未电气化。车站距离通辽站151公里，隶属沈阳铁路局，是四等站。